# España (Chabrier)
Pour les articles homonymes, voir España.
España est une rhapsodie pour orchestre écrite par le compositeur français Emmanuel Chabrier en 1883.
España fut écrite à la suite du séjour de Chabrier en Espagne à l'automne 1882 avec sa femme et sa famille ; le compositeur y fut enchanté par la musique espagnole et andalouse. De retour à Paris, il promit au chef d'orchestre Charles Lamoureux qu'il allait écrire une pièce aux accents espagnols qui feraient se lever et s'embrasser les personnes présentes dans le public ! Il écrivit ainsi cette pièce, inspiré par les mélodies, les rythmes et le style de cette musique. Bien qu'au départ Chabrier comptât l'écrire pour le piano, il réalisa vite qu'il allait avoir besoin de la brillance d'une orchestration, et utilisa toutes les ressources qu'elle pouvait lui apporter.
La première se tint le 4 novembre 1883 aux Concerts Lamoureux et rencontra un immense succès.
La construction de la pièce est simple : une introduction, suivie de six thèmes alternés aux accents espagnols.

## Adaptations
La mélodie principale de España fut reprise deux fois : comme une valse du même nom, écrite par Émile Waldteufel en 1886, trois ans après ; et dans une chanson de 1956, qui devint un hit, Hot Diggity de Perry Como - 73 ans après la première de España.
En 1961, Roland Petit crée le Ballet intitulé España à partir de la musique originelle, les costumes sont d'Yves Saint Laurent
.

## Enregistrements de la pièce
- Herbert von Karajan et l'Orchestre philharmonique de Berlin
- Paul Paray et le Detroit Symphony Orchestra (le 18 novembre 1960)
- Ataúlfo Argenta et le OSL
- Armin Jordan et l'Orchestre national de France en 1982
- John Eliot Gardiner et les Wiener Philharmoniker en 1996